# Таране Джаванбахт
Таране Джаванбахт (перс. ترانه جوانبخت‎) (1974) — иранская поэтесса, писатель, химик, философ, композитор, художник.

## Ранняя жизнь и образование
Таране Джаванбахт (имя: Таране Джаванбахт Самани) родилась в 1974 в Иране. Она училась в начальной и средней школе в Тегеране. Получила степень бакалавра (бакалавра) по химии в Университете Шахида Бехешти в 1996 году и приехала в Париж в 1997 для завершения учёбы. В 1998 она получила степень магистра магистра в области физической химии в Университете Пьера и Марии Кюри. Её первая магистерская работа была связана с физикой (оптикой). Затем она получила степень доктора философии, а затем степень физической химии в 2002. В 2011 она провела свои докторантурные исследования в области нанотехнологий и инженерии в Политехнической школе Монреаля. В 2011 Таране получила вторую степень магистра (M.Sc.) в области молекулярной биологии в Университете Квебека Монреаля (UQAM). Она получила степень магистра в магистратуре по математике от UQAM в 2016.

### Наука
Научные статьи Таране Джаванбахта были опубликованы в высокопоставленных журналах в США, Канада и Франция. Некоторые из её работ были опубликованы в Plos One, Журнал биомедицинской нанотехнологии, Прикладная поверхностная наука, Канадский журнал химии, Журнал исследований наночастиц, Материаловедение и инженерия и Журнал биологической химии.

### Искусство
Акриловые и масляные картины Таране Джаванбахта и её глиняные скульптуры выполнены в разных стилях, таких как реализм, сюрреализм и абстрактное искусство. Она сочиняет музыку для фортепиано и гитары. Её музыкальная книга под названием «Эшге Ширин» содержит классическую музыку и современную музыку. Её пьесы и сценарии можно найти в книге под названием «Марафон», чтобы сила завтрашнего дня.

## Культурно-просветительские мероприятия
Статьи Таране о женском движении и правах человека также были опубликованы Gooyanews и Комитетом репортеров по правам человека.

## Книги
- Прамида
- Мираж

## Премия
- 2008 Фар Премия, Монреаль.
- 2003 Поэзия Премия, Нью-Йорк.
- 1999 AFFDU Премия, Париж.

## Философия
- 2011, 2012 Netism

## Критики её работ
В средствах массовой информации было опубликовано несколько критиков по произведениям Таране Джаванбахта. Некоторые из этих критиков таковы:
- Mousavi, Mehdi, Roozan newspaper, 1588, p. 6, 2009[28]
- Khesareh, Saeedreza, Etemad melli newspaper, 821, p. 9, 2008[29]
- Sharifnia, Hamid, Roozan newspaper, 1653, p. 6, 2009[30]
- Heydary, Vahid, Mardom salari newspaper, 1941, 2008[31]
- Attaran, Alireza, Etemad melli newspaper, 811, p. 8, 2008[32]
- Molavi, Hossein, On Taraneh Javanbakht’s metaphysics, Vazna magazine, 2011[33]

## Республиканская работа
Организации и учреждения в США, Европа и Иран переиздавали работы Таране Джаванбахта. Некоторые из её переизданных работ заключаются в следующем:
- Переизданная работа Таране Джаванбахта, Королевское химическое общество[34]
- Переизданная работа Таране Джаванбахта, Национальный центр биотехнологической информации[35]
- Переизданная работа Таране Джаванбахта, Springer Publishing[11]
- Переизданная работа Таране Джаванбахта, John Wiley & Sons[36]
- Переизданная работа Таране Джаванбахта, Консорциум национального контента[37]
- Переизданная работа Таране Джаванбахта, Tebyan институт культуры[38]
- Переизданная работа Таране Джаванбахта, Committee of human rights reporters[27]
- Переизданная работа Таране Джаванбахта, Центр Великой исламской энциклопедии[39]

## Награды и отличия
Тарань Джаванбахт была удостоен Реза Амралахи, президента Организация по атомной энергии Ирана и второго в администрации Президент Ирана в 1993. Она была признана Ассоциацией francçise des femmes diplômées des universités в Париже в 1999. Она также выиграла исследовательский конкурс Грант в Политехническая школа (Монреаль) в 2011, 2012 и 2013.

## В других книгах
Некоторые из исследователей и писателей опубликовали в своих книгах биографию и произведения Таране Джаванбахта. В 2016 году Центр большой исламской энциклопедии опубликовал свою философскую систему, нетизм. Беандан Фаррохзад написал о книгах Таране Джаванбахта в своей книге «Карнамай занане караие Иран», которая была опубликована издательством Ghatreh в 2002 году. В 2004 году в газете Равенны была опубликована стихотворение Таране Джаванбахта в антологии в Вашингтон, округ Колумбия. Рира Аббаси опубликовала стихотворение Таране Джаванбахта в другой антологии. Эта книга была опубликована издательством Негаха в Тегеран в 2013 году. Мохаммад Вализаде написал о Таране Джаванбахте и её книгах о поэме, книгах-книгах и книгах перевода в своей книге под названием Rooznamaye adabiate emrooze Iran, опубликованной издательством Ghoghnoos в Тегеран в 2017.

## Внешние ссылки
- Официальный сайт Таране Джаванбахта
- Таране Джаванбахт в linkedin
- Таране Джаванбахт в researchgate